# José Antonio Medeiros
José Antonio dos Santos Medeiros, o simplemente José Medeiros ( Caico , 19 de marzo de 1970 ) es policía de carreteras federales , profesor y político brasileño afiliado a Nosotros (CAN).

## Datos biográficos
José Medeiros es licenciado en matemáticas por la Universidad Federal de Mato Grosso y Derecho por el Centro para la Educación Superior Rondonópolis. Sirvió como maestro y agente de la Policía Federal de Carreteras.
Con una historia de más de veinte años de activismo político, fue candidato a diputado federal por el PPS en 2006 sin llegar a ser elegido.  En 2010 fue elegido primer senador de la placa alternativo Pedro Taques siendo cumplida por el titular de la elección para el gobierno de Mato Grosso en 2014 .

## Actuación en Senado Federal
En 2015 el Congreso recibió el premio en Focus como uno de los diez senadores más activos en Brasil en las votaciones realizadas por el sitio respectivo en colaboración con Universo Online y en marzo del año siguiente dejó el PPS después de dieciséis años y se unió a la PSD .
Actualmente, es el segundo al mando del presidente Michel Temer en el Senado y fue el único senador de Mato Grosso que no fue a través de cualquier investigación por parte del Tribunal Electoral durante el juicio político de Rousseff .
Desde la posesión integra o ya integró la Comisión de Agricultura y Reforma Agraria, Comisión de Desarrollo Regional y Turismo, Comisión de Derechos Humanos y Legislación Participativa, Comisión de Ciencia, Tecnología, Innovación, Comunicación e Informática, Comisión de Constitución, Justicia y Ciudadanía y la Comisión de Asuntos Económicos, además de tomar parte en la Comisión Externa para verificar in loco la situación en Venezuela y en la Comisión Especial del Impeachment 2016, además de 22 otras comisiones.
En agosto de 2017, anunció su salida del PSD y el ingreso en el Podemos, como precandidato la reelección.
En octubre de 2017 votó a contra el mantenimiento del mandato del senador Aécio Nieves mostrándose favorable la decisión de la Primera Turma del Supremo Tribunal Federal en el proceso donde él es acusado de corrupción y obstrução de la justicia por solicitar dos millones de reales al empresario Joesley Batista.

### Misiones oficiales
José Medeiros participó de la Comisión Parlamentaria Externa Venezuela y del Programa de Liderazgo Ejecutivo en Desarrollo de la Primera Infancia Internacional en 2015. El mismo año participó del Encuentro Anual del Panel Internacional de Parlamentarios para la Libertad Religiosa o Creencia, a invitación de la Asociación Nacional de Juristas Evangélicos en Nueva York. En 2016 integró la Comisión Permanente de la Asamblea Parlamentaria Euro-Latino-Americana (EuroLat) en Lisboa y también del Homenaje Notables USA en Nueva York mediante invitación de la Brazilian Heritage Foundation.

### Proceso de destitución de Dilma Rousseff
Dentro de tales comisiones es notoria su participación en el proceso de destitución de Dilma Rousseff cómo uno de los senadores que apoyaron el alejamiento de la entonces presidente, Dilma Rousseff,
Después del fin del proceso de destitución fue uno de los dos senadores que ingresaron con mandados de seguridad con pedido de liminar para la suspensión de la habilitación de la expresidenta Dilma Rousseff para el ejercicio de cargos públicos.

### Salida de Venezuela del Mercosur
En 2015 protocolou pedido para retirada de Venezuela del Mercosur después de visita al país y alegaciones de que el gobierno local estaría violando el Protocolo de Ushuaia y criticó la ausencia de democracia.

### Posicionamientos
Fue signatário de la Propuesta de Enmienda a la Constitución 241/2016, a PEC de los Gastos Públicos, que visaba limitar los gastos públicos de cada año a los gastos del ejercicio anterior, en el plazo de 20 años, que según el senador, generaría credibilidad para inversiones en el país y generación de empleos.
En julio de 2017 votó a favor de la reforma laboral.

### Relatoria del primero PLS a partir de sugerencia popular
José Medeiros fue relator de la sugerencia legislativa n.º 7, de 2017: el primer proyecto de ley de Senado de origen popular. La sugerencia había sido enviada por un ciudadano minero al Portal y-Ciudadanía y sugería prohibir el corte o la disminución de la velocidad por consumo de datos en los servicios de internet de banda ancha fija. En abril de 2017, la comisión de derechos humanos de la casa debatió el informe del senador y decidió transformar la idea en proyecto de ley (PLS n.º 100, de 2017).
Medeiros también fue relator de la SUG n.º 7, de 2014. La sugerencia, enviada por un ciudadano del Distrito Federal, pedía la reglamentación de las actividades de marketing de red. El senador relató por el rechazo de la propuesta, siendo siguiendo por el restante de la comisión.

### Candidato a la presidencia de Senado
En 19 de enero de 2017 anunció su candidatura a la presidencia de Senado Federal en una disputa con el líder del PMDB, Eunício Oliveira, apoyado por el Gobierno Michel Temer. Medeiros contó con el apoyo de senadores independientes como Cristovam Buarque (PPS-DF), Lasier Martins (PSD-RS), Ana Amélia Leemos (PP-RS), Waldemir Moka (PMDB-MS), Álvaro Días (PUEDE-PR), José Reguffe (Sin partido-DF) y Magno Malta (PR-ES). La elección ocurrió en febrero de 2017, Medeiros recibió 10 votos, mientras Eunício 61, otros 10 senadores votaron en blanco.

### Casación del mandato
En 31 de julio de 2018, tuvo el mandato casación por unanimidad por el Tribunal Regional Electoral del Mato Grueso (TRE-MT). Los jueces consideraron que hubo fraude en el acte de la convención partidaria que definió las suplências del entonces candidato, que acabó elegido, Pedro Taques, en las elecciones de 2010. En la convención, en consonancia con lo TRE-MT, Paulo Fiúza (PV) sería el primero suplente, mientras Medeiros el segundo. Una versión adulterada apuntaba el contrario. Con la elección de Taques al gobierno del estado en 2014, Medeiros asumió el mandato. La decisión es por la pérdida inmediata del mandato de Medeiros y por la posesión de Fiúza. Cabe recurso al Tribunal Superior Electoral, pero tendrá que aguardar el fin del caso sin el mandato. Lo TRE también decidió hacer Medeiros inelegível por ocho años.

### Elecciones 2018
José Medeiros fue elegido diputado federal por Mato Grueso con 82.528 votos, el segundo más votado del pleito.